# Rhinobatos granulatus
The sharpnose guitarfish (Rhinobatos granulatus) là một loài cá thuộc họ Rhinobatidae.
Nó được tìm thấy ở Úc, Ấn Độ, Indonesia, Kuwait, Myanmar, Pakistan, Papua New Guinea, Philippines, Sri Lanka, Thái Lan, Việt Nam, có thể Trung Quốc, and có thể Oman. Các môi trường sống tự nhiên của chúng là open seas, coral reefs, and estuarine waters. It ranges from intertidal to offshore continental shelves down to 119 meters.
The sharpnose guitarfish feeds on large shellfish.